# Корнељу Робе
Корнељу Робе (Букурешт, 23. мај 1908 — Букурешт, 4. јануар 1969) био је румунски фудбалер који је био члан фудбалске репрезентације Румуније која је учествовала на ФИФА-ином светском првенству 1930. године.

## Каријера

### Клупска каријера
У својој фудбалској каријери Корнељу је играо за четири клуба: Колтеа, Олимпија, Униреја и Спортул, све екипе из Букурешта, његовог родног града. Каријеру је започео 1924. године, када је имао шеснаест година, у Колтеи. Играо је за Олимпију од 1925. до 1932. године, када је потписао уговор са Унирејом, клубом из Обора ( четврт Колентина). Из фудбала се повукао 1937. када је имао само двадесет и девет година.

### Репрезентација
Корнељу је играо за фудбалску репрезентацију Румуније између 1930. и 1935. 1930. године, упркос томе што није имао ниједан наступ за национални тим, изабран је за тим Румуније за ФИФА-ин светски куп 1930. у Уругвају. Први меч за национални тим одиграо је на ФИФА-ином светском првенству 1930. године, поразом од победника такмичења, Уругваја. За Румунију је одиграо четрнаест пута, али није постигао гол. Његова последња утакмица за национални тим био је пораз од Југославије, 1. јануара 1935. године